# Сосновщина (Червенский район)
Сосновщина (бел. Сасноўшчына) — нежилая деревня в Ляденском сельсовете Червенского района Минской области.

## География
Располагается в 22 км к юго-востоку от райцентра, в 84 км от Минска, в 12 км северо-западнее ж/д станции Гродзянка, к востоку от реки Узничи.

## История
Населённый пункт впервые упоминается в XIX веке. По данным Переписи населения Российской империи 1897 года застенок, входивший в состав Якшицкой волости Игуменского уезда Минской губернии, здесь было 10 дворов, проживали 86 человек. На начало XX века деревня в 14 дворов, 154 жителя. На 1917 год здесь было 16 дворов и 123 жителя. С февраля по декабрь 1918 года деревня была оккупирована немецкими войсками, с августа 1919 по июль 1920 — польскими. 20 августа 1924 года вошла в состав вновь образованного Старо-Ляденского сельсовета Червенского района Минского округа (с 20 февраля 1938 — Минской области). Согласно переписи населения СССР 1926 года насчитывалось 18 дворов, где жили 115 человек. В 1930-е годы в деревне проведена коллективизация. Во время Великой Отечественной войны деревня была оккупирована немецко-фашистскими захватчиками в начале июля 1941 года, 9 её жителей погибли на фронтах. Освобождена в начале июля 1944 года. На 1960 год здесь насчитывалось 32 жителя. В 1980-е годы деревня относилась к совхозу «Ляды». На 1997 год здесь было 3 дома, 3 жителя. В настоящее время постоянное население в деревне отсутствует.

## Население
- 1897 — 10 дворов, 86 жителей
- начало XX века — 14 дворов, 154 жителя
- 1917 — 16 дворов, 123 жителя
- 1926 — 18 дворов, 115 жителей
- 1960 — 32 жителя
- 1997 — 21 двор, 34 жителя
- 2013 — постоянное население отсутствует